# Keysseria maviensis
Keysseria maviensis là một loài thực vật có hoa trong họ Cúc. Loài này được (H.Mann) Cabrera mô tả khoa học đầu tiên năm 1967.